# Царство (телесеріал)
«Царство» (англ. Reign)— американський телесеріал, створений Лорі Мак-Карті і Стефані Сенгупта. У центрі сюжету перебуває молода Марія Стюарт, королева Шотландії, і її історія приходу до влади у Франції 1557 року. Головні ролі виконують австралійські, канадські, англійські та новозеландські актори.
Серіал виходить на The CW з 17 жовтня 2013. 13 лютого 2014 серіал було продовжено на другий сезон, прем'єра якого відбулася 2 жовтня 2014. 11 січня 2015 The CW продовжили серіал на 3 сезон, його прем'єра відбулася 9 жовтня 2015. 11 березня 2016 серіал було продовжено на 4 сезон. Серіал закрився після фінального епізоду четвертого сезону (16 червня 2017).

## Сюжет
У першому сезоні розповідається про події 1557. Королеву Шотландії, Марію, з дитинства ховали у монастирі. Обходити стороною суперників, лиходіїв, бажаючих її смерті, їй допомагали черниці. Але приходить час повертатися в замок і ставати не тільки титулованою королевою, але й дружиною принца Франциска, з яким дівчина була заручена з шести років тому. Це політичний союз, який повинен зміцнити позиції Шотландії.
Основою всього царського життя є хитрі плани та інтриги. Король Франції Генріх ІІ дивиться на одруження тільки як на спосіб зблизитися з іншою країною і зробити свою владу ще масштабнішою й міцнішою. У короля є незаконний син, який протистоїть цьому шлюбу. Більше того, Нострадамус передбачив, що шлюб з Марією буде коштувати життя Франциску. Катерина Медічі, мати Франциска, робить все, щоб врятувати свого сина. Крім цього, в замку присутні темні сили, які також протидіють цьому шлюбу. Також розповідається про служниць Марії (Кенна, Лола, Грір та Ейлі), які намагаються знайти собі чоловіків при французькому дворі.
Події в другому сезоні відбуваються після смерті Генріха ІІ. І це спричиняє підвищення статусів Франциска та Марії, як короля та королеви Франції й Шотландії. Вони обоє намагаються втримати рівновагу між подружнім життям та роллю монархів. Також вони мають справу з релігійним конфліктом між католиками та протестантами та з прагненням династії Бурбонів посісти трон Франції.
У третьому сезоні здоров'я Франциска різко погіршується і згодом він помирає, залишивши Марію вдовою. Марія та Франциск провели свої останні тижні разом, плануючи передачу влади Францисковому брату Чарльзу, як новому королю, та його матері Катерині, як регенту. Після смерті чоловіка, Марія намагається змиритися з тим, що воно вже не королева Франції. Вона вирішує, як найкраще захистити інтереси Шотландії. У третьому сезоні також йдеться про двір королеви Англії Єлизавети, яка затіває змови проти Марії.
| Сезон | Епізоди | Епізоди | Оригінальний показ | Оригінальний показ |
| Сезон | Епізоди | Епізоди | Перший показ       | Останній показ     |
| ----- | ------- | ------- | ------------------ | ------------------ |
| 1     | 22      | 22      | 17 жовтня 2013     | 14 травня 2014     |
| 2     | 22      | 22      | 1 жовтня 2014      | 13 травня 2015     |
| 3     | 18      | 18      | 8 жовтня 2015      | 20 червня 2016     |
| 4     | 16      | 16      | 9 лютого 2017      | 16 червня 2017     |

## У ролях

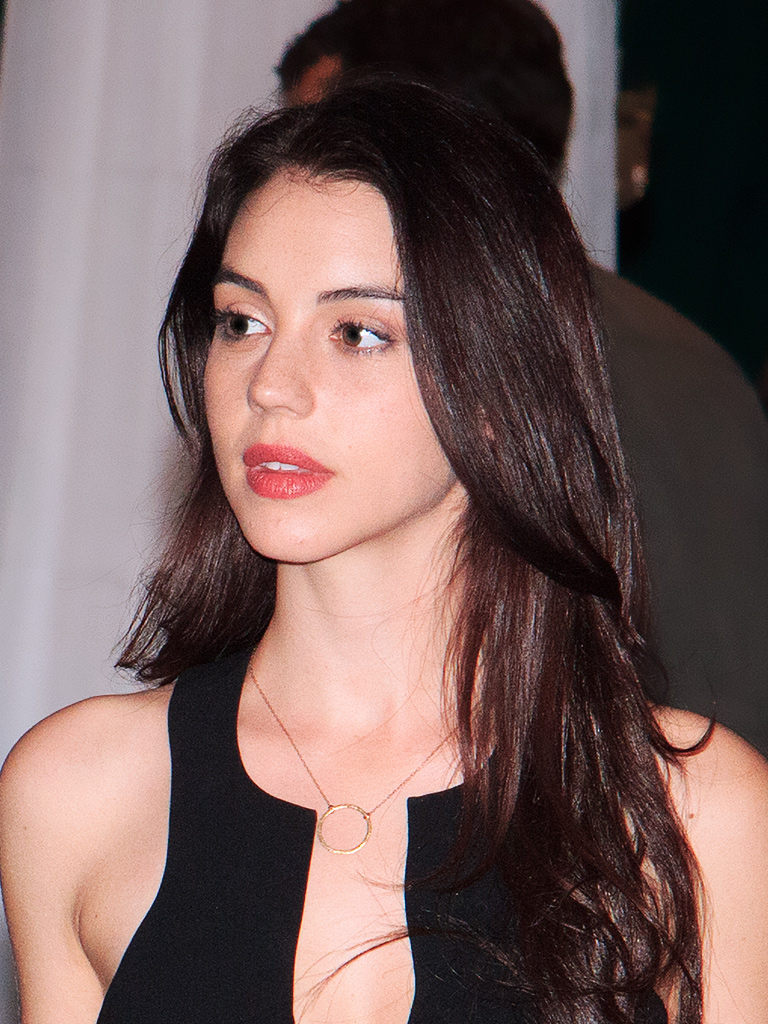
Аделаїда Кейн

### Основний склад
- Аделаїда Кейн — Марія, королева Шотландії
- Меган Фоллоуз — Катерина Медічі
- Торранс Кумбс — Себастьян (Баш)
- Тобі Регбо — дофін Франциск
- Селіна Сінден — Грір
- Кейтлін Стейсі — Кенна
- Анна Попплуелл — Лола
- Алан Ван Спренг — Генріх II, король Франції
- Дженесса Грант — Ейлі

### Другорядний склад
- Анна Волтон — Діана де Пуатьє
- Россіф Сазерленд — Нострадамус
- Яель Гробглас — Олівія Д'Аменкорт
- Джонатан Кельтц — Лейт
- Кеті Боланд — Кларисса
- Джіакомо Джіаннотті — лорд Жульєн
- Кетрін Прескотт — Пенелопа
- Майкл Терріоль — лорд Каслрі

## Зйомки
The CW Television Network замовили сценарій серіалу Лорі Мак-Карті наприкінці жовтня 2012, а 25 січня 2013 замовили зйомки пілотного епізоду . Одною з причин того, що Мак-Карті вибрав Марію Стюарт стала її історія й численні чоловіки, що робить її історію ще цікавішою. Кастинг на головні ролі почався в лютому. На головну роль була взята австралійська актриса Аделаїда Кейн, а британського актора Тобі Регбі взяли на роль дофіна Франциска. У березні Меган Фоллоуз приєдналася в ролі Катерини Медічі.
В інтерв'ю перед прем'єрою Мак-Карті описав серіал, як такий, що відступає від історичних подій і що він є більш «розважальним», аніж історичним. Але актриса Анна Попплуелл назвала цей серіал «фантастичною історією». Мак-Карті також додав, що серіал знятий для сучасної аудиторії, тобто, щоб глядачі, які не знають історії, також мали змогу його подивитися. Цікавими у серіалі є використання сучасної музики та костюми. Костюми розробила Меридіт Маркворс-Паллок, яка працювала над іншими відомими стрічками CW («Зої Гарт із південного штату» та «Пліткарка»). Вона створила різноманітні образи для Марії та її панн так, що кожен підкреслював їхню індивідуальність. Панни: Лола, Кенна, Грір та Ейлі — це віддалені прототипи Марії Беатон, Марії Сетон, Марії Флемінг та Марії Лівінгстон, які є фрейлінами Марії Стюарт.

## Нагороди
| Рік  | Результат    | Нагорода                        | Категорія                                                                                      | Одержувачі                                                           |
| ---- | ------------ | ------------------------------- | ---------------------------------------------------------------------------------------------- | -------------------------------------------------------------------- |
| 2016 | В очікуванні | Canadian Screen Awards          | Best Production Design or Art Direction in a Fiction Program or Series                         | Ті, що знімалтсь у війні Філіп Баркер, Роберт Герпберн, Бред Мілборн |
| 2016 | В очікуванні | Canadian Screen Awards          | Shaw Media Award for Best Performance by an Actress in a Continuing Leading Dramatic Role      | Три королеви Меган Фоллоуз                                           |
| 2015 | Номінація    | Golden Maple Awards             | Best Actor in a TV series broadcast in US                                                      | Торренс Кумбз та Джонатан Келец                                      |
| 2015 | Номінація    | Canadian Screen Awards          | Best Achievement in Make-Up                                                                    | Консумація Дженні Арбор, Лінда Престон                               |
| 2015 | Номінація    | Canadian Screen Awards          | Shaw Media Award for Best Performance by an Actress in a Continuing Leading Dramatic Role      | Меган Фоллоуз                                                        |
| 2014 | Перемога     | Hollywood Post Alliance Awards  | Outstanding Color Grading — Television                                                         | Пілот Давід Коул                                                     |
| 2014 | Номінація    | The Joey Awards                 | Young Actress age 9 or younger in a TV Series Drama or Comedy Guest Starring or Principal Role | Ванесса Картер                                                       |
| 2014 | Номінація    | Teen Choice Awards              | Choice TV: Breakout Show                                                                       | Царство                                                              |
| 2014 | Номінація    | Teen Choice Awards              | Choice TV: Female Breakout Star                                                                | Аделаїда Кейн                                                        |
| 2014 | Номінація    | Teen Choice Awards              | Choice TV: Male Breakout Star                                                                  | Тобі Регбо                                                           |
| 2014 | Номінація    | Monte-Carlo Television Festival | Outstanding Actor in a Drama Series                                                            | Торренс Кумбз                                                        |
| 2014 | Номінація    | Monte-Carlo Television Festival | Outstanding Actress in a Drama Series                                                          | Аделаїда Кейн                                                        |
| 2014 | Перемога     | People's Choice Awards          | Favorite New TV Drama                                                                          | Царство                                                              |